# Teledapus celsicola
Teledapus celsicola är en skalbaggsart som beskrevs av Holzschuh 1999. Teledapus celsicola ingår i släktet Teledapus och familjen långhorningar.
Artens utbredningsområde är Tibet. Inga underarter finns listade i Catalogue of Life.